# Kyle XY
Pour les articles homonymes, voir XY.
Kyle XY est une série télévisée américaine en 43 épisodes de 42 minutes, créée par Eric Bress et J. Mackye Gruber. 

## Diffusions
La série est diffusée entre le 26 juin 2006 et le 16 mars 2009 sur ABC Family.
En France, la série a été diffusée à partir du 11 septembre 2007 sur W9, dès le 5 avril 2008 sur M6, à partir du 27 mars 2013 sur 6ter, dès le 14 avril 2015 sur Syfy et depuis le 2 novembre 2020 sur AB1.
En Belgique, elle est diffusée à partir du 5 juillet 2008 sur RTL-TVI et depuis le 18 janvier 2010 sur Club RTL. Elle reste inédite dans les autres pays francophones.

## Synopsis
Un jeune homme se réveille, entièrement nu, près de Viktor Falls, dans la forêt non loin de Seattle. Il n'a pas le moindre souvenir, et semble aussi ignorant qu'un nouveau-né. Il présente également des particularités étranges aussi bien sur le plan physique que mental.
Placé dans un centre de détention pour jeunes délinquants, il rencontre le docteur Nicole Trager, qui, fascinée par les aptitudes de ce jeune homme qu'elle baptise Kyle, décide de l'héberger de façon temporaire, contre l'avis de son mari et de ses deux enfants.
Peu à peu, au-delà de son amnésie totale, Kyle n'en finit pas d'étonner son entourage par son absence de nombril, ses étonnantes capacités physiques et intellectuelles ou encore son activité cérébrale anormalement élevée. Il s'avère également attachant et toujours prêt à aider les autres.

## Distribution

### Acteurs principaux
- Matt Dallas (VF : Damien Witecka) : Kyle Trager / 781227 / XY / Noah Peterson / Adam Baylin jeune
- Bruce Thomas (VF : Jérôme Keen) : Stephen Trager
- Marguerite MacIntyre (VF : Emmanuèle Bondeville) : Nicole Trager
- Jean-Luc Bilodeau (VF : Alexandre Nguyen) : Josh Trager
- April Matson (VF : Caroline Lallau) : Lori Trager
- Chris Olivero (VF : Alexis Tomassian) : Declan McDonough
- Kirsten Prout (VF : Marie-Eugénie Maréchal) : Amanda Bloom
- Jaimie Alexander (VF : Dorothée Pousséo) : Jessi Hollander / Jessi Taylor / 781228 / XX / Sarah Emerson jeune (saisons 2 et 3)

Photos des acteurs principaux
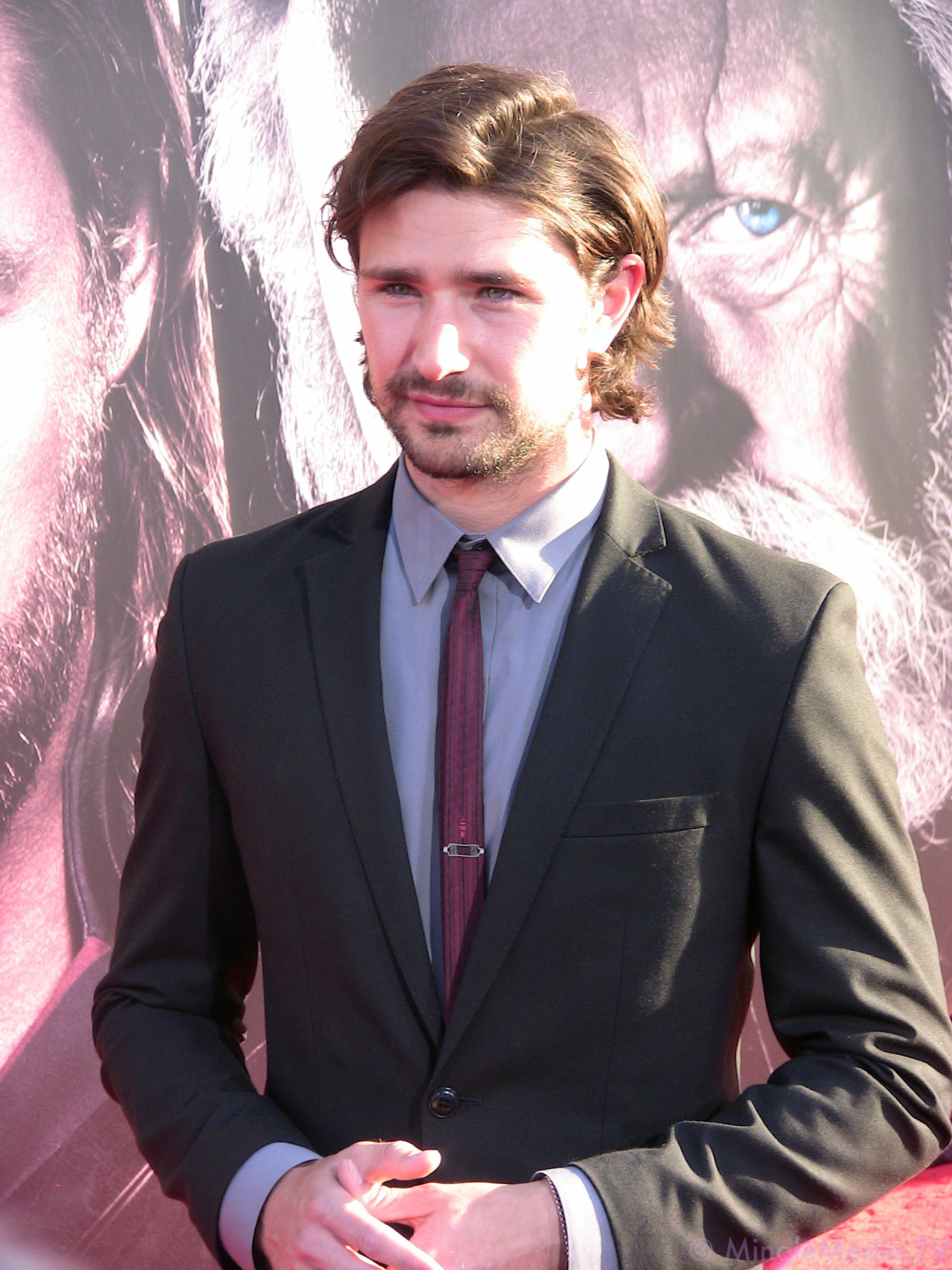
Matt Dallas interprète Kyle Trager
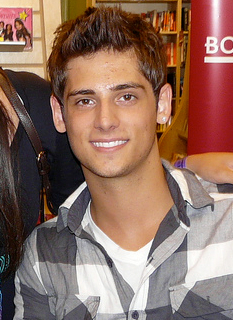
Jean-Luc Bilodeau interprète Josh Trager
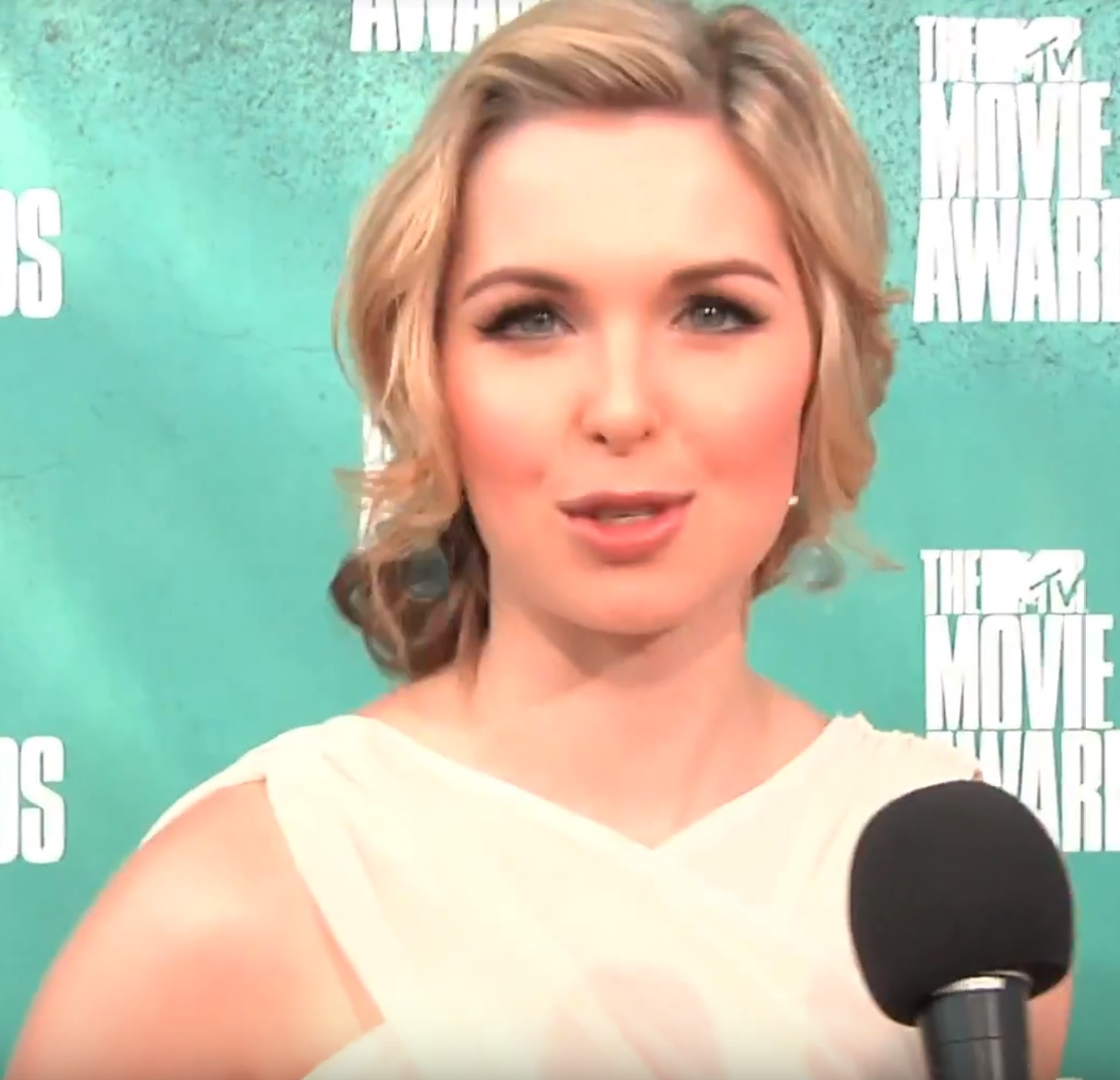
Kirsten Prout interprète Amanda Bloom
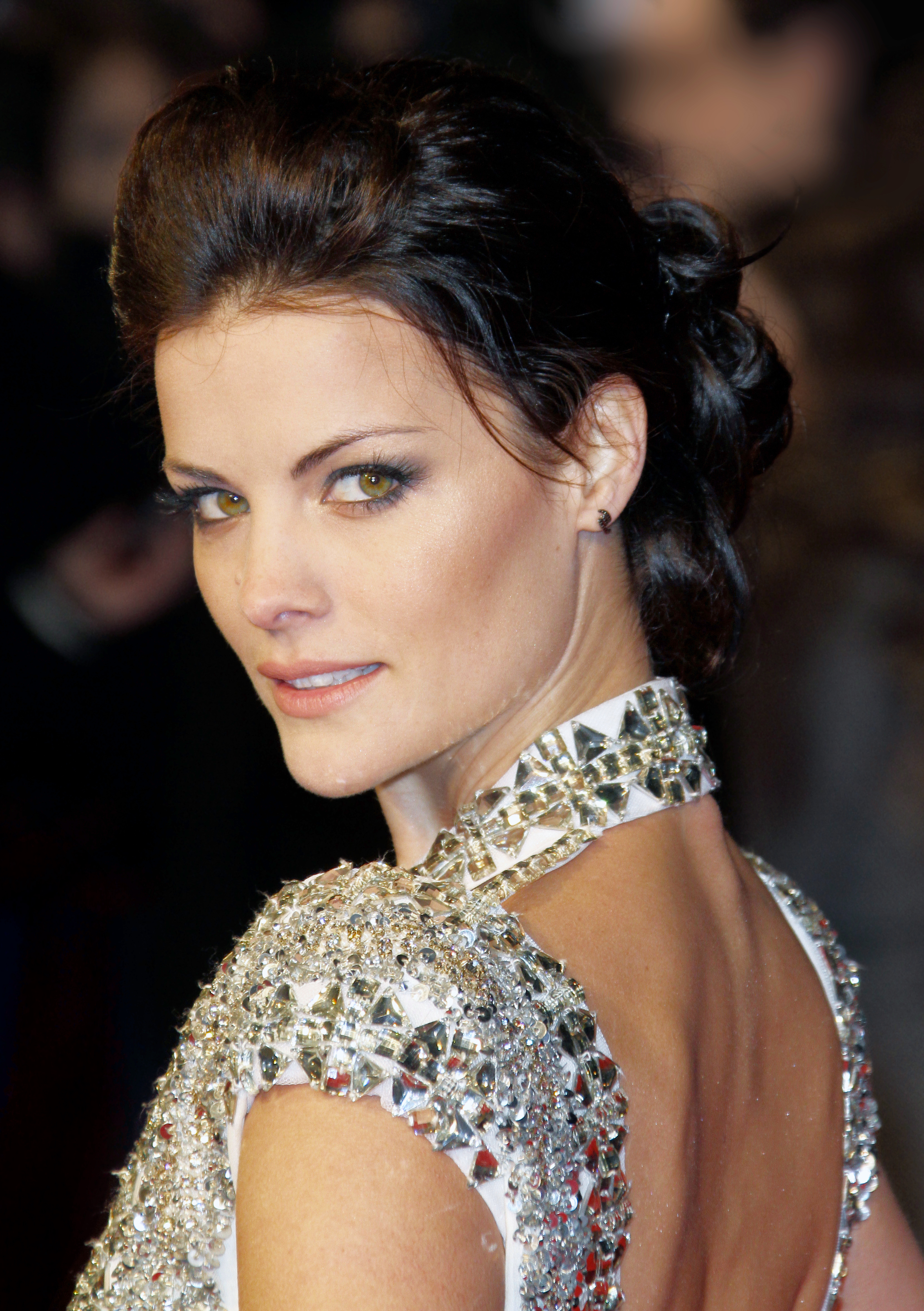
Jaimie Alexander interprète Jessi Hollander

### Acteurs récurrents
- Nicholas Lea (VF : Guy Chapellier) : Thomas « Tom » Foss
- J. Eddie Peck (VF : Serge Faliu) : Adam Baylin
- Chelan Simmons (VF : Edwige Lemoine) : Hillary Shepard
- Teryl Rothery (VF : Monique Nevers) : Carol Bloom
- Kurt Max Runte (pt) (VF : Jean-Luc Kayser) : Détective Jason Breen (saison 1)
- Martin Cummins (VF : Maurice Decoster) : Brian Taylor (saisons 1 et 2)
- Cory Monteith (VF : Charles Pestel) : Charlie Tanner (saisons 1 et 2)
- Bill Dow (VF : Daniel Lafourcade) : le professeur William Kern (saisons 1 et 2)
- Leah Cairns (VF : Vanina Pradier) : Emily Hollander (saison 2)
- Conrad Coates (en) (VF : Thierry Desroses) : Julian Ballantine (saison 2)
- Magda Apanowicz (VF : Karine Foviau) : Andromède « Andy » Jensen (saisons 2 et 3)
- Ally Sheedy (VF : Marjorie Frantz) : Sarah Emerson (saisons 2 et 3)
- Josh Zuckerman (VF : Alexandre Gillet) : Mark (saisons 2 et 3)
- Hal Ozsan (VF : Anatole de Bodinat) : Michael Cassidy (saison 3)
- Jesse Hutch (VF : Tony Marot) : Nate Harrison (saison 3)

### Invités
- Malcolm Stewart (en) : Bradford Hooper (saison 1)
- Dorian Harewood : Lou Daniels (saison 1)
- Cascy Beddow (ru) : L.K. Deichman (saison 1)
- Calum Worthy : Toby Neuwirth (saison 1)
- Brendan Penny : Wes (saison 1)
- Mackenzie Gray : Dennis Bunker (saison 1)
- Sarah-Jane Redmond : Rebecca Thatcher (saison 1)
- Andrew Jackson : Cyrus Reynolds (saison 1)
- Ken Tremblett : David Peterson (saison 1)
- Carrie Genzel (en) : Julie Peterson (saison 1)
- Nicole Leduc : Paige Hollander (saison 2)
- Eileen Pedde (en) : Anna Manfredi (saison 1)
- Ali Liebert : Jackie (saison 3)

## Version française
- Société de doublage : Dubbing Brothers[5],[6]
- Direction artistique : Danièle Bachelet[6]
- Adaptation des dialogues : Catherine Sourd & Sandrine Chevalier[6]

 Source et légende : version française (VF) sur RS Doublage et DSD Doublage

## Épisodes

### Première saison (2006)
1. Re-naissance (Pilot)
2. Nuits blanches (Sleepless in Seattle)
3. Rien ne sert de mentir (The Lies That Bind)
4. Innocence perdue (Diving In)
5. Soif d'apprendre (This Is Not a Test)
6. Après la pluie… (Blame It on the Rain)
7. L'Esprit d'équipe (Kyle Got Game)
8. Jeu de piste (Memory Serves)
9. Le Projet (Overheard)
10. Avoir la foi (Endgame)

### Deuxième saison (2007-2008)
Le 4 août 2006, la série est renouvelée pour une deuxième saison de treize épisodes, diffusés à partir du 11 juin 2007. Dix épisodes supplémentaires ont été commandés en mai 2007, et diffusés à partir du 14 janvier 2008.
1. Ceux qu'on aime (Prophet)
2. Ma famille (Homecoming)
3. Quelqu'un d'ordinaire (List Is Life)
4. La Routine (Balancing Act)
5. Deuxième Chance (Come to Your Senses)
6. Incertitudes (Does Kyle Dream of Electric Fish)
7. Rébellion (Free to Be You and Me)
8. Le Temps des regrets (What's the Frequency, Kyle?)
9. Trahison (Ghost in the Machine)
10. La Clé des secrets (House of Cards)
11. Ces liens qui nous unissent (Hands on a Hybrid)
12. Rien ne va plus (Lockdown)
13. Le Bénéfice du doute (Leap of Faith)
14. Toute la vérité (To C.I.R., With Love)
15. Un avenir plein de promesses (The Future's So Bright, I Gotta Wear Shades)
16. Roméo et Juliette (Great Expectations)
17. Les Meilleures Intentions (Grounded)
18. Un dimanche en enfer (Between the Rack and a Hard Place)
19. L'Esprit de compétition (First Cut Is the Deepest)
20. On connait la chanson (Primary Colors)
21. Faire le bon choix (Grey Matters)
22. Il n'est jamais trop tard (Hello)
23. Un bal parfait (I've Had the Time of My Life)

### Troisième saison (2009)
Le 5 octobre 2007, la série est renouvelée pour une troisième saison de dix épisodes, diffusée à partir du 12 janvier 2009.
1. Tout pour elle (It Happened One Night)
2. Prédictions / Visions d'avenir (Psychic Friend)
3. Un baiser électrique / De l'électricité dans l'air (Electric Kiss)
4. Camaraderie masculine / Entre hommes (In the Company of Men)
5. Question de vie ou de mort (Life Support)
6. Tout a un prix / Bienvenue à Latnok (Welcome to Latnok)
7. Atomes crochus / Alchimie (Chemistry 101)
8. En plein cœur / Un battement de cœur (Tell-Tale Heart)
9. Devine qui vient dîner ? / Confrontations (Guess Who's Coming to Dinner)
10. Une affaire familiale / La Révélation (Bringing Down the House)

## Personnages
- Kyle Trager est le personnage principal, un adolescent sans nombril et ne se souvenant plus qui il est et d'où il vient. Il impressionne et intrigue énormément par son savoir et sa manière d'être. Il apprendra par la suite qu'il est le produit d'une expérience scientifique, idée d'Adam Baylin son père biologique, et qu'il a vécu toute sa vie dans un caisson artificiel d'où son don extraordinaire. Protégé au début par Tom Foss, il devra petit à petit gérer par lui-même les conflits qui l'entourent.
- Nicole Trager est la psychologue qui prend en charge Kyle et est également la femme de Stephen. Elle décide de garder Kyle quelques jours chez elle le temps qu'il retrouve sa famille. S'attachant peu à peu à Kyle et ce dernier ne retrouvant pas la mémoire, elle réussit à convaincre son mari et ses enfants de laisser Kyle s'installer chez eux. Elle est dévastée lorsque Kyle part avec les Peterson et retrouve la joie de vivre quand Kyle revient vivre définitivement chez les Trager. C'est une femme très protectrice et engagée vis-à-vis de ses enfants.
- Stephen Trager est le mari de Nicole. Il est le premier qui arrive à se faire comprendre par Kyle. Il s'attache également à Kyle au fil des épisodes même si, au début, il était sceptique par rapport au choix de Nicole. Il est un des éléments qui va déclencher la relation entre Jessi et les Trager.
- Lori Trager est la fille de Stephen et Nicole. Au début, elle n'apprécie pas du tout Kyle et n'est pas d'accord pour le faire rester chez eux. Elle va finalement apprendre à l'aimer jusqu'à en devenir très proche. En couple avec Declan, elle va souffrir de la relation spéciale qu'il va entretenir avec Kyle jusqu'au jour où elle va découvrir la vérité sur Kyle, elle comprendra donc le secret que partagent son petit ami et son frère, ce qui l'apaisera. Malgré son côté grande gueule et cynique, elle est sans cesse à la recherche de son identité.
- Josh Trager est le fils de Nicole et Stephen. Comparant le comportement de Kyle à celui d'un alien, il va faire des suppositions des plus délirantes les unes des autres en dressant une liste de toutes les choses anormales dans la vie de Kyle. Il prendra conscience du mal qu'il lui fait et le considérera ensuite comme un frère. Très immature, il mûrira lorsqu'il rencontrera Andy, sa petite amie. Il est le négociateur et le comique de la famille.
- Declan McDonough est le petit ami de Lori (on peut suivre leur histoire de cœur pendant toute la série) ainsi que le meilleur ami de Kyle. Alors qu'il sort avec Lori, il deviendra le confident de Kyle sur qui il enquêtera après son retour chez les Trager à cause de son comportement étrange. Il s'éloignera de Lori et ne parlera plus à Kyle. Ce dernier décidera de lui révéler la vérité à son sujet ce qui fera de Declan son meilleur ami qui l'aidera dans ses problèmes. Declan, évitant toujours Lori, se réconciliera finalement avec elle lorsqu'il n'y aura plus ce secret entre eux. Il est présent durant les 3 saisons et dans la plupart des épisodes.
- Amanda Bloom est pendant la plus grande partie de la série la petite amie de Kyle. Petite amie de Charly au début, Kyle se résoudra à ne pas sortir avec elle. Lorsqu'elle rompra avec lui à la suite de l'infidélité de Charly dont Kyle était au courant, elle ne parlera plus à Kyle pendant quelque temps. Après leur réconciliation, Kyle étant d'un grand soutien pour Amanda, ils finiront par sortir ensemble. Mais très vite, une rivalité s'installera avec Jessi lorsque cette dernière s'intéressera de trop près à Kyle.
- Jessi est une amie de Kyle et est elle aussi le fruit du travail de Latnok. Libérée de son caisson à la suite de la destruction de Zzyzx par Foss, elle commettra un meurtre. "Programmée" comme une personne normale, elle sera placée chez Emily Hollander, engagée par Ballantine, qui prétendra être sa sœur pour la manipuler. Elle devra tenter de récupérer l'information dans la tête de Kyle en "piratant" son cerveau. Elle s'introduira chez les Trager en suivant une thérapie avec Nicole. Son vrai passé resurgira. Ayant des doutes sur sa relation avec Emily, elle finira par apprendre qui elle est, aidée par Kyle qui lui expliquera tout. Ils élimineront la menace de Madacorp ensemble et elle ira vivre chez Taylor qui la manipulera à son tour afin de se faire bien voir par Latnok. Après avoir affronté Taylor et retrouvé Sarah sa mère biologique, elles s'installeront donc ensemble jusqu'à la disparition de Sarah qui la fera déménager définitivement chez les Trager. Elle tombera amoureuse de Kyle et fera tout pour sortir avec lui. Elle rêvera de lui ressembler le plus possible jusqu'à vouloir lui prendre sa vie dans l'histoire Madacorp. Jessi est quelqu'un de fort mais aussi de perturbée et cassée à cause de tout ce qui lui est arrivé.

## Musique

### Bande originale
Le 22 mai 2007, la bande originale de Kyle XY est sortie aux États-Unis, en même temps que la sortie en DVD de la première saison. Les quatorze morceaux sont les suivants :
1. Hide Another Mistake (The 88)
2. Nevermind the Phone Calls (Earlimart)
3. Surround (In-Flight Safety)
4. I'll Write the Song, You Sing for Me (Irving)
5. Wonderful Day (O.A.R.)
6. Bug Bear (Climber)
7. Honestly (Cary Brothers)
8. So many Ways (Mates of State)
9. Middle of the Night (Sherwood)
10. Alibis (Marianas Trench)
11. It’s only Life (Kate Voegele)
12. 3 A.M. (Sean Hayes)
13. Born on the Cusp (American Analog Set)
14. Will you Remember Me (Lori’s Song) (April Matson)

## Diffusion

### Syndication mondiale
| Pays             | Chaînes                           |
| ---------------- | --------------------------------- |
| Afrique du Sud   | GO                                |
| Allemagne        | Pro7                              |
| Arabie saoudite  | FOX series                        |
| Argentine        | Sci Fi Channel                    |
| Australie        | FOX8                              |
| Belgique         | RTL-TVI, 2BE, Club RTL, Plug RTL  |
| Brésil           | Sci Fi Channel, SBT               |
| Bulgarie         | Fox Crime                         |
| Canada           | Space                             |
| Chili            | Sci Fi Channel                    |
| Chine            | CCTV, STAR World                  |
| Colombie         | Sci Fi Channel                    |
| Costa Rica       | Sci Fi Channel                    |
| Côte d'Ivoire    | RTI                               |
| Cuba             | Telerebelde                       |
| Égypte           | Fox Series                        |
| Espagne          | Cuatro                            |
| Estonie          | Kanal 2                           |
| France           | M6, W9, 6ter, Syfy, AB1           |
| Finlande         | Nelonen                           |
| Grèce            | ΑΝΤ1                              |
| Hongrie          | TV2                               |
| Inde             | STAR World                        |
| Irlande          | RTÉ Two, 3e                       |
| Italie           | Fox, Italia 1                     |
| Japon            | Sci Fi Channel                    |
| Mexique          | Sci Fi Channel                    |
| Nouvelle-Zélande | TV2                               |
| Pays-Bas         | RTL 5                             |
| Pérou            | Sci Fi Channel                    |
| Philippines      | Studio 23, STAR World, AXN Beyond |
| Pologne          | TVP 1, AXN Sci Fi                 |
| Portugal         | MOV, Panda Biggs                  |
| Russie           | AXN Sci Fi, TNT                   |
| Roumanie         | Kanal D                           |
| Sénégal          | RDV                               |
| Singapour        | Channel 5                         |
| Slovaquie        | Markíza                           |
| Suède            | Kanal 5                           |
| Suisse           | RSI la 1                          |
| Syrie            | Fox Series                        |
| Taïwan           | STAR World                        |
| Thaïlande        | STAR World                        |
| Turquie          | TNT, DiziMax                      |
| Royaume-Uni      | BBC Two, LIVING, Trouble          |
| Venezuela        | Sci Fi Channel                    |
| Viêt Nam         | VTC7 (TodayTV), VTV1              |
| Ukraine          | Novyi Kanal                       |

### Diffusion française
Le Groupe M6, qui détient les droits de diffusion de la série, a fait savoir aux téléspectateurs très mécontents ayant écrit à la chaîne, que la suite de la saison 2 ne sera pas diffusée sur M6 et que par ailleurs la saison 3 a été déprogrammée de W9. Quelques mois plus tard, le groupe M6 laisse tout de même une « seconde » chance à la série, qui est rediffusée chaque dimanche. En vain : la série n'a pas trouvé son public. Dès le 20 décembre 2009, la série est remplacée par la série-documentaire Prehistoric ParK, faute d'audience. Pour finir, la saison 3 est finalement diffusée en prime à partir du dimanche 31 janvier 2010, sur W9. À la rentrée 2011, la série est programmée sur W9 et depuis le 5 juillet sur M6.

## Inspiration
Cette série mélange habilement le thème de l'amnésique découvrant son passé trouble, ainsi que la comédie adolescente familiale américaine.
Le thème de cette série (un individu amnésique aux capacités extraordinaires retrouvé nu dans la région de Seattle), n'est pas sans rappeler celui de la série John Doe, stoppée trois ans avant le début de celle-ci sur un réseau de chaîne concurrent (il y avait donc, dès le départ, peu de chance pour que les deux histoires se rejoignent, ce que confirmera la deuxième saison).
Kyle sera d'ailleurs brièvement appelé John Doe, qui est le nom donné aux personnes trouvées (souvent mortes) que l'on ne peut identifier, en français, « John Doe » serait l'équivalent de « l'individu lambda » ou d'un « Monsieur X ».
Le thème de l'individu « candide » ou « feuille blanche » arrivant adulte d'on ne sait où, sans mémoire et s'imprégnant de ses expériences, fait songer au roman de Robert A. Heinlein En terre étrangère, qui décrit l'intégration dans la société d'un individu de ce type, envoyé sur Terre au titre d'observateur d'une civilisation martienne, et aux Réplicants à la mémoire vierge de toute émotion de Blade Runner, tiré du roman de Philip K. Dick Les androïdes rêvent-ils de moutons électriques ?. Il peut également, dans un autre registre, rappeler les « Sans-Ventres » de Space 2063, des soldats génétiquement modifiés et clonés en cuves, ce qui explique le manque de nombril sur leurs ventres. On peut également dégager le thème du développement d'une conscience à partir d'un matériel vierge, Kyle, celui du développement d'un individu et de sa propre morale suivant son environnement. Dans cette série, Kyle incarne la pureté et la candeur, qui va se construire une vie, une morale, au sein d'une famille aimante : les Trager. Ainsi, il va apprendre à saisir les contradictions, la complexité des décisions dans une vie d'adulte. Par sa naïveté, sa droiture morale, il parvient à influencer son entourage, en plus de ses capacités hors du commun.
De nombreux éléments de la série sont similaires à ceux présents dans le film D.A.R.Y.L. : un adolescent (enfant dans D.A.R.Y.L.) est retrouvé, amnésique, mais se révélant être doué d'extraordinaires aptitudes mentales.
Dans les deux cas, après un passage par les services sociaux, le héros est adopté par une famille d’accueil, lui apprenant les bases des valeurs familiales, le sport (baseball dans l’un, basket ball dans l’autre) où il se trouve être extrêmement doué, et plus généralement, tout ce qui fait le quotidien d’une famille américaine. Enfin, dans les deux cas, le héros est recherché par ses créateurs pour être éliminé.
On peut également trouver des similitudes avec la série Le Caméléon : les deux héros sont pourchassés par un centre secret duquel ils se sont échappés, leur passé apparaît par flash petit à petit, ils sont doués dans tous les domaines car ils apprennent très vite et ils sont tous deux de bons samaritains.

## Découpage
- Kyle XY est une des séries dont les saisons comportent le moins d'épisodes. En effet, les saisons 1 et 3 comportent uniquement dix épisodes. La saison 2 fait exception à la règle puisqu'elle compte 23 épisodes. En effet, elle était au départ destinée à en comporter uniquement une dizaine, avant que les producteurs décident, face aux bonnes audiences, de prolonger cette saison.
- En raison de la chute du nombre de spectateurs lors de la troisième saison, la chaîne américaine ABC Family a annoncé le 31 janvier 2009 que la série ne serait pas renouvelée pour une quatrième saison[14]. De ce fait, la série n'a pas de fin, et s'achève sur un cliffhanger.

## Dérivés

### Vidéos
| Saison | Épisodes | Support | Appellation  | Sortie           |
| ------ | -------- | ------- | ------------ | ---------------- |
| 1      | 10       | DVD     | Declassified | 22 mai 2007      |
| 2      | 23       | DVD     | Revelations  | 30 décembre 2008 |
| 3      | 10       | DVD     | Final Season | 22 décembre 2009 |

| Saison | Épisodes | Support | Appellation | Sortie          |
| ------ | -------- | ------- | ----------- | --------------- |
| 1      | 10       | DVD     |             | 4 juin 2008     |
| 2      | 13       | DVD     | Révélations | 21 janvier 2009 |
| 3      | 10       | DVD     | Renouveau   | 13 mai 2010     |

1. ↑  Le DVD Kyle XY, saison 3 : Renouveau correspond à la seconde partie de la deuxième saison diffusée aux États-Unis, le découpage des saisons étant différent en France.

La sortie en vidéo de la troisième et dernière saison n'est pas prévue.

### Romans
Une mini saga de livres a été écrite par S. G. Wilkens. Elle ne contient que deux opus s’inspirant de l’univers de la série. En France, la traduction a été confiée à Stéphanie Alglave et Cécile Giroldi. Pour la diffusion, c’est M6 Éditions qui en avait la charge.
| Tome | Appellation (US) | Appellation (FR)   | Pages | Sortie (US)      | Sortie (FR)      |
| ---- | ---------------- | ------------------ | ----- | ---------------- | ---------------- |
| 1    | Nowhere to Hide  | Qui est Kyle XY ?  | 196   | 30 août 2007     | 1er octobre 2008 |
| 2    | Under the Radar  | L'étau se resserre | 195   | 1er janvier 2008 | 1er août 2009    |